# Розподіл Гауса на локально компактній абелевій групі
Розподіл Гауса на локально компактній абелевій групі — розподіл {\displaystyle \gamma } на локально компактній сепарабельній метричній абелевій групі {\displaystyle X}, який задовольняє наступним умовам:
(i) {\displaystyle \gamma } — безмежно подільний розподіл;
(ii)  якщо {\displaystyle \gamma =e(F)*\nu }, де {\displaystyle e(F)} — узагальнений розподіл Пуассона, асоційований з мірою {\displaystyle F}, а {\displaystyle \nu } — безмежно подільний розподіл, то міра {\displaystyle F} вироджена в нулі.
Для групи {\displaystyle X=\mathbb {R} ^{n}} це визначення збігається з класичним. Носій розподілу Гауса {\displaystyle \gamma } — клас суміжності деякої зв'язної підгрупи групи {\displaystyle X}.  
Нехай {\displaystyle Y} — група характерів групи {\displaystyle X}. Розподіл {\displaystyle \gamma } на групі {\displaystyle X} є розподілом  Гауса тоді і лише тоді, коли його характеристична функція може бути представлена у вигляді 
{\displaystyle {\hat {\gamma }}(y)=(x,y)\exp\{-\varphi (y)\}},   
де {\displaystyle (x,y)} — значення характеру {\displaystyle y\in Y} на елементі {\displaystyle x\in X}, а {\displaystyle \varphi (y)} — неперервна невід'ємна функція на {\displaystyle Y}, яка задовольняє рівнянню  
{\displaystyle \varphi (u+v)+\varphi (u-v)=2[\varphi (u)+\varphi (v)],u,v\in Y} ().    
Розподіл Гауса називається симетричним, якщо  {\displaystyle x=0}. Нехай {\displaystyle \Gamma (X)} — множина розподілів Гауса на групі {\displaystyle X}, {\displaystyle \Gamma ^{s}(X)} — множина симетричних розподілів Гауса на групі {\displaystyle X.}  Розподіл {\displaystyle \gamma \in \Gamma ^{s}(X)} є неперервним гомоморфним образом розподілу Гауса у лінійному просторі (скінченновимірному {\displaystyle \mathbb {R} ^{n}} або нескінченновимірному {\displaystyle \mathbb {R} ^{\infty }}—  просторі всіх послідовностей з топологією покоординатної збіжності) (, ). 
Якщо розподіл {\displaystyle \gamma } можна вкласти в неперервну однопараметричну півгрупу {\displaystyle \gamma _{t},t\geq 0}, розподілів на {\displaystyle X}, то {\displaystyle \gamma \in \Gamma (X)} тоді і лише тоді, коли
{\displaystyle \lim _{t\rightarrow 0}{\gamma _{t}(X\backslash U) \over t}=0}   для будь-якого околу нуля {\displaystyle U} групи {\displaystyle X}().
Нехай {\displaystyle X} — зв'язна група, {\displaystyle \gamma \in \Gamma (X)}. Якщо група {\displaystyle X} не локально зв'язна, то {\displaystyle \gamma } сингулярний (відносно міри Хаара  на {\displaystyle X}) (, ). Якщо {\displaystyle X} локально зв'язна і має скінчену розмірність, то {\displaystyle \gamma } або абсолютно неперервний, або сингулярний. Питання про справедливість аналогічного твердження на локально зв'язних групах нескінченої розмірності відкритий, хоча на таких групах можна побудувати як абсолютно неперервні, так і сингулярні розподіли Гауса.
На зв'язних групах скінченої розмірності справедлива альтернатива, яка має місце для розподілів Гауса у векторному просторі — будь-які два розподіли Гауса або взаємно абсолютно неперервні, або взаємно сингулярні (, ).
Справедливою є наступна теорема (), яку можна розглядати як аналог теореми Крамера про розклад нормального розподілу для локально компактних абепевих  груп.

### Теорема Крамера про розклад розподілу  Гауса для локально компактних абелевих груп
Нехай випадкова величина {\displaystyle \xi } приймає значення в локально компактній абелевій групі {\displaystyle X} та має розподіл Гауса. Нехай також {\displaystyle \xi } може бути представлена у вигляді суми двох незалежних випадкових величин {\displaystyle \xi =\xi _{1}+\xi _{2}}. Випадкові величини {\displaystyle \xi _{1}} та {\displaystyle \xi _{2}} мають розподіли Гауса тоді і лише тоді, коли група {\displaystyle X} не містить підгрупи, топологічно ізоморфної групі обертів кола, тобто мультиплікативній групі комплексних чисел, модуль яких дорівнює 1.